# Чернишевське
Чернишевське, або Ейдкау  (рос. Чернышевское) — населений пункт в історичній Пруссії, тепер  селище Нестеровського району, Калінінградської області Росії. Входить до складу Пригороднього сільського поселення.
Населення —  1139 осіб (2015 рік). 

## Населення
| 1875  | 1880  | 1890  | 1900  | 1910  | 1933  | 1939  |
| ----- | ----- | ----- | ----- | ----- | ----- | ----- |
| 3253  | ↗3318 | ↗3347 | ↗3708 | ↗5539 | ↗5679 | ↘4936 |
| 1959  | 2002  | 2010  |       |       |       |       |
| ↘3030 | ↘1196 | ↘1139 |       |       |       |       |

## Персоналії
- Фелікс Брессар (1892-1949) — німецько-американський актор театру і кіно.